# Пестель, Иван Борисович
Иван Борисович Пестель (6 (17) февраля 1765, Москва — 18 (30) мая 1843, Смоленск) — крупный чиновник конца XVIII — начала XIX веков, генерал-губернатор Сибири, сенатор, отец декабриста П. И. Пестеля, брат московского почт-директора Н. Б. Пестеля.

## Карьера в почтовом ведомстве
Родился в Москве, сын саксонца Бурхарда Вольфганга Пестеля, поступившего в 1751 году на русскую службу и занимавшего в 1763—1789 годах пост московского почт-директора. Военную службу начал в 1780 году в чине ротмистра. С 1782 года — помощник московского почт-директора; с 1789 — московский почт-директор; в 1798 году переведён почт-директором в Петербург; в 1799 году — действительный статский советник, председатель почтового департамента.
Скорое возвышение Пестеля и благосклонность к нему императора Павла возбудили ревность графа Ростопчина, который устроил провокацию с посылкой по почте подозрительного письма о заговоре против императора, завершавшегося словами: «Не удивляйтесь, что пишу вам по почте; наш почт-директор Пестель с нами». В 1799—1801 годах в Москве, в департаменте герольдии. В 1801 году — сенатор и тайный советник.

## Управление Сибирью
Независимость мнений Пестеля в Сенате и несколько строгих ревизий (Вятской и Казанской губерний) привели к назначению его сибирским генерал-губернатором (1806). Будучи, по общим отзывам, деятельным, честным, но в то же время склонным к самовластию, Пестель описал положение Сибири в самых темных красках и должен был явиться в Петербург для объяснений. Сам Иван Борисович в своих воспоминаниях говорит о том, что сразу осознавал всю подоплёку данного назначения: «С самого введения наместнического образа правления в царствование Екатерины II, ни один генерал-губернатор Иркутской губернии не кончил иначе, как лишившись своего места и пробыв много лет под судом. Туже участь должен был я ожидать, потому что причины оной не исчезли». Накануне вступления в должность он получил инструкцию, которой располагал и бывший губернатор, и обнаружил в ней массу неточностей и двусмысленность толкований, например: «Все части правления были подчинены генерал-губернатору, но с таким ограничением, что он должен был за всё и за всех отвечать, не имея ни малейшей власти требовать повиновения от всех отдельных частей тамошнего правления». На возражения Иван Борисович получил ответ, данный министром внутренних дел Кочубеем от имени императора: «чтобы Сибирь хорошенько узнал и потом уже сделал представление о перемене инструкции». Позднее оказалось, что данная инструкция была составлена самим Кочубеем вместе со Сперанским.
По приезде в Сибирь Пестель выяснил многочисленные факты казнокрадства местных чиновников, а также случаи мошенничества купцов. Один из таких ярких эпизодов: губернатор Тобольска заключил с купцом контракт, по которому последний брал на себя содержание и исправление дорог за 200 тысяч рублей, но через несколько дней этот же чиновник дал приказание крестьянам самим исправить дороги. Добившись назначения своего коллеги по Московскому Почтамту Трескина Иркутским губернатором и оценив ситуацию на месте, И. Б. Пестель дал ход делам по наведению порядка в крае, старался лично заниматься проблемными вопросами. Результатом его деятельности стало подавление уличной преступности, снижение цены на муку (с 3 рублей до 90 копеек), говядины (с 10-12 коп. до 2-4 коп.). Однако же данное снижение цены произошло за счёт снижения доходов местных богатейших купцов-монополистов, а также покрывавших их чиновников. Последние имели в столице Империи влиятельных покровителей и стали прибегать к их поддержке. Как и в случае с прежними начальниками, они писали доносы на Пестеля и Трескина в Петербург. Выживание с поста генерал-губернатора стало делом времени. Сам Иван Борисович это понимал и был тем осторожнее в поступках. Он писал: «Все мои представления, относящиеся ко благу Сибири, были искажены, опровергнуты или оставались без ответа. Министры были недовольны, я видел мою опасность и не мог даже достичь исполнения моего живейшего желания устроить благосостояние Сибири. Я не мог быть полезным своим подчинённым, не мог награждать заслуги и наказывать проступки. За чем же был я в Сибири?».
Самым громким делом, окончательно озлобившим влиятельных противников Пестеля, стало дело по обвинению сибирского купца-откупщика Передовщикова. Он уже был ранее судим при Екатерине II, однако, государь Павел его помиловал и даже одарил новыми почестями. В бытность губернаторства Пестеля, одним из столичных чиновников были открыты новые махинации купца. Александр I поручил расследование лично Ивану Борисовичу, и тот выявил кражу казённых 600 тыс. рублей и махинации с продаваемой водкой — чиновник приказывал вливать в неё воду для выгоды, и с добавлением купороса для крепости, что приводило к недомоганиям и летальным исходам. По приказу императора Пестель присутствовал в Сенате при разбирательстве дела, порядка 80 сенаторов были не согласны с обвинениями, и только несколько — «за». Жена купца, на которую муж переписал добрую часть своего капитала, пыталась подкупить судей и делопроизводителей, но тем не менее, император Александр признал его виновным — он был сослан на работы в рудники. Впервые в России откупщик был наказан за присвоение столь крупной суммы, и наказан строго.
Иван Борисович оставил такой комментарий по этому делу: «Этот пример навлёк на меня преследование общей ненависти, я был для многих препятствием в их нечистых корыстолюбивых намерениях». После этого он решает освободиться от должности генерал-губернатора, либо продолжить работу, но в Петербурге, чтобы иметь возможность напрямую обсуждать проекты по благоустройству с министрами, дабы лишить чиновников департаментов возможности блокировать положения этих проектов, направленных на ограничение их доходов. Благо многие вёрсты территории уже были исследованы опытным путём — Пестель путешествовал по Сибири вплоть до Китая и мог судить об этом крае не только теоретически.
Таким образом, Иван Борисович снова оказался в Петербурге. Там он был принят лично Александром I, который выказал всяческое одобрение и благоволение его службе. Оставаясь генерал-губернатором в течение 12-летней жизни в Петербурге, он был назначен, «за правоту и знание дела», членом особого комитета о питейных откупах (1813), комитета о недоимках по питейным откупам (1815) и государственного совета (1816). Действовавший его именем иркутский губернатор Н. И. Трескин, протеже самого Пестеля, навлёк на себя массу нареканий, вызвавших ревизию Сибири и назначение нового сибирского генерал-губернатора, М. М. Сперанского (1818). Последний, в официальном отчёте, обвинял Пестеля в том, что тот:
- дал слишком много власти губернаторам, особенно Трескину;
- защищал их противозаконные действия;
- жил вне управляемого края.

Сперанский упрекал Пестеля во взяточничестве и называл его самой «пустой головой, какую когда-либо знал». При этом Сперанский, став следующим генерал-губернатором, сделал представление о назначении сенаторами тех самых, уличённых Иваном Борисовичем в казнокрадстве, чиновников.

О злоупотреблениях Пестеля же были осведомлены многие в Петербурге, в том числе Николай Греч, который вспоминал:
Пестель был генерал-губернатором в Сибири и затмил собой подвиги всех проконсулов, Клейва, Гастингса и подобных тиранов. Сибирь стонала под жесточайшим игом. Пестель окружил себя злодеями и мошенниками: первым из них был Николай Иванович Трескин, гражданский губернатор иркутский. До сих пор живо в Сибири воспоминание о тех временах. Пестель долго управлял Сибирью из Петербурга, для того чтоб ему не подсидели у двора. Жил он на Фонтанке напротив Михайловского замка, на одном крыльце с Пукаловой, любовницею Аракчеева, и через неё держался у него в милости.
Сходные сведения приводит в «Былом и думах» Александр Герцен, правда, издавший свою работу 50-ю годами позже описываемых событий:
Генерал-губернатор Западной Сибири Иван Борисович Пестель завёл открытый, систематический грабёж во всём крае, отрезанном его лазутчиками от России. Не одно письмо не переходило границы нераспечатанным. И горе человеку, который осмелился бы написать что-нибудь о пестелевских способах управления. Пестель даже купцов первой гильдии держал по году в тюрьме, в цепях, а то и пытал. При этом сам Пестель почти всегда жил в Петербурге, где своим присутствием и связями, а больше всего дележом добычи предупреждал любые неприятные слухи.
Тем не менее при выходе в отставку (1821) имел до 200 тысяч рублей долгу, который и выплачивал до самой смерти из назначенной ему пенсии, едва хватавшей на скромное проживание семьи. Говорил о своей службе: «Совесть моя чиста, и я желаю, чтобы и другие могли тоже сказать про себя». На пенсии проживал с женой и дочерью в небольшом имении жены в сельце Васильево Смоленской губернии. Скончался 18 мая 1843 г. в Смоленске.

## Дети

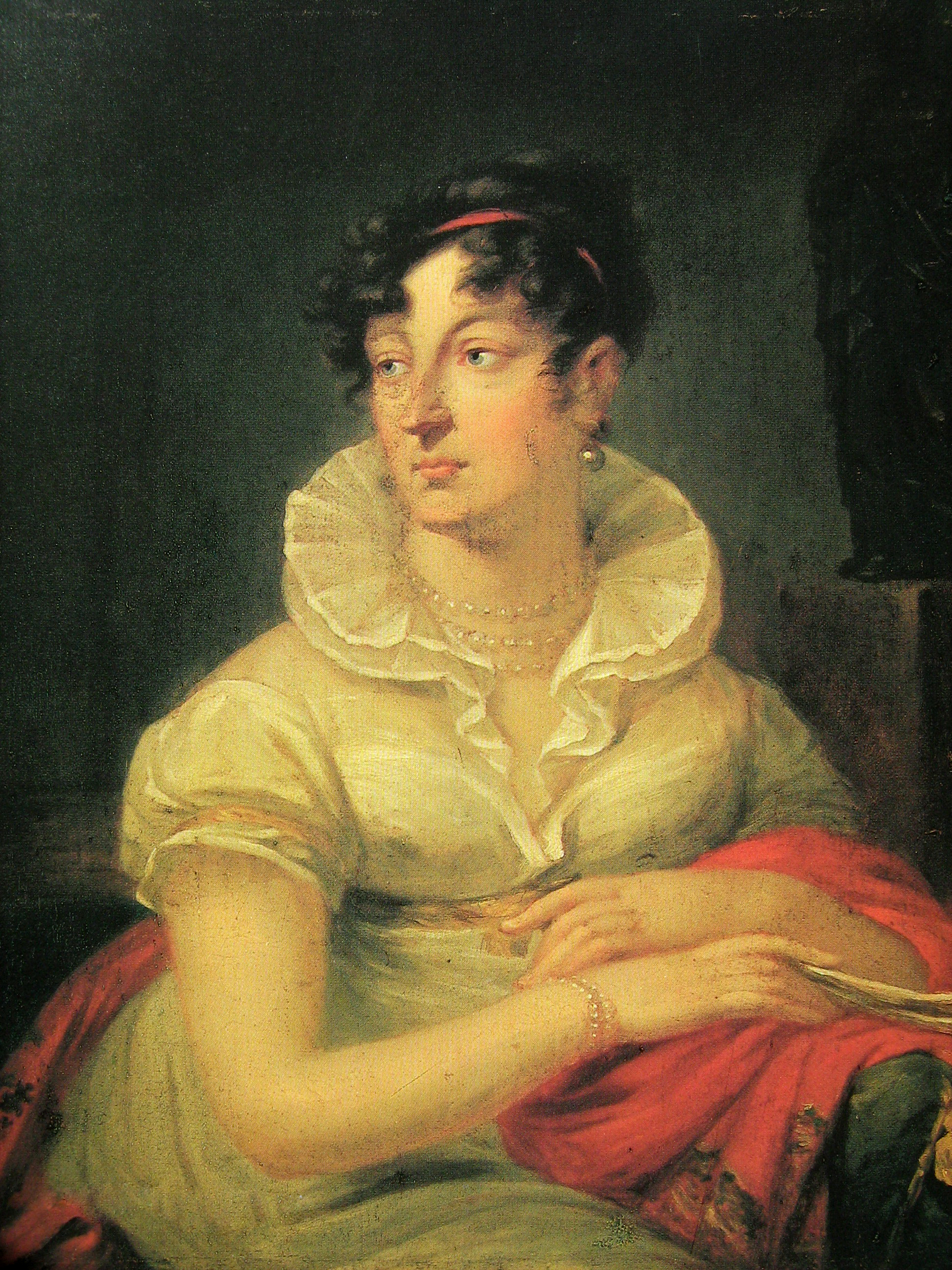
Елизавета Ивановна Пестель

Жена (с 15 июля 1792 года) —  Елизавета Ивановна Крок (19.03.1772—18.05.1836), дочь действительного статского советника Ивана Ивановича Крока (1732—1798) от брака с баронессой Анной фон Диц (1752—1834), сочинительницей писем об Италии и Швейцарии. Елизавета Ивановна приходилась мужу двоюродной сестрой. По отзыву современников, была женщина образованная, прекрасная музыкантка и художница. В браке имела пятерых сыновей и дочь:
- Павел (1793—1826), глава Южного общества декабристов.
- Борис (1794—1848), олонецкий, затем владимирский вице-губернатор, действительный тайный советник, наследник имения Васильево.
- Владимир (1795—1865), херсонский, затем таврический губернатор, сенатор (1855) и действительный тайный советник.
- Александр (1801—после 1843), в 1818 году вступил в военную службу, 14 июля 1826 года был переведён из Конно-егерского полка в Кавалергардский полк, для покрытия расходов на службу в этом полку ему было дано ежегодное пособие в 3 тысячи рублей. Участвовал в военных действиях на Кавказе, в 1838 году вышел в отставку в чине подполковника, жил в Москве. Был женат (с 23 сентября 1836 года)[10] на графине Прасковье Кирилловне Гудович (1813—1877), внучке графа И. В. Гудовича.
- Константин (1805— ум. в млад.)
- Софья (1810—после 1875), не замужем.

## В литературе
- Александр Валентинович Амфитеатров. «Сибирская былина о генерале Пестеле и мещанине Саламатове»